# Крутогорб
Крутогорб (укр. Крутогорб) — село на Украине, находится в Гайсинском районе Винницкой области.
Код КОАТУУ — 0520883609. Население по переписи 2001 года составляет 604 человека. Почтовый индекс — 23715. Телефонный код — 4334.
Занимает площадь 1,343 км².

## Адрес местного совета
23714, Винницкая область, Гайсинский р-н, с.Куна, пров.Ленина, 6